# 洪邦光
洪邦光（1539年—？），字世龍，號賓吾，福建泉州府同安縣人，軍籍，明朝政治人物。

## 生平
嘉靖三十七年（1558年）戊午科福建鄉試第五十九名舉人。隆慶二年（1568年）中式戊辰科會試第二百十三名，二甲第二十三名進士。授无为州知州，历官雲南府同知、知府，萬曆十年（1582年）十一月升贵州副使。以平苗功，十四年五月升左參政。

## 家族
曾祖洪適；祖父洪真源；父洪居正，母王氏。具庆下。弟邦基、邦彦、邦秩。